# Konstbegreppet i klassisk filosofi
Konstbegreppet i klassisk filosofi innebär hur frågan om vad konst är uppfattades i klassisk filosofi. Det närmaste vi kommer konst som begrepp under antikens Grekland är techne (τεχνη), d.v.s. kunnande, teknik. Under antiken skilde man på praktiskt kunnande och teoretiska kunskaper. Konst var sådant som man lärde sig genom praktisk utövning eller utövandes produkter, teoretisk kunskap däremot krävde inget utövande - hade man förstått hade man vetandet. Konst var då liktydigt med de fria konsterna och hade egentligen lite gemensamt med det vi idag kallar för konst.
I det antika Grekland utkristalliserade sig två huvudriktningar inom estetik: Dels den pythagoreiska, absoluta, som såg skönhet som en fråga om proportionsförhållanden och måttsättning, en återspegling av en given harmonisk världsordning, dels den sofistiska, relativistiska som betonade olikheterna i konstskapandet. Alla estetiska teorier genomsyrades av någon form av mer eller mindre mystiskt försök att förklara världens natur.

## Platon
Hos Platon var all konst en avbildning av den rena idévärlden. Den högsta konsten var den som eftersträvade sanningen som var liktydig med skönheten. Den konst som "bara" avbildade den omgivande verkligheten såg han som omoralisk då den återgav en avbild av en värld som i sig var en avbild av en högre verklighet. Platon föraktade uttrycksfull konst och såg både den episka dikningen, till exempel Homeros, och komedier som konstformer som återgav den låga tillvaron. Han menade att bara män kunde nå det skönas idé genom eros, kärleken till skönheten, i extatiska tillstånd.

## Aristoteles
Hos Aristoteles är det istället den lust som avbildandet (mimesis) och betraktande av densamma som ger den själsliga rening (katarsis) som är konstens högsta syfte. Genom skönhetens ordning och omfång väcks betraktarens delaktighet och medlidande vilket renar dessa känslomässiga uttryck. I till exempel tragedien såg han en renade utlevelse av gärna häftiga inre passioner som utmynade i ett psykologiskt tillstånd som han betraktade som en utjämnad harmoni. Konstens mening fanns i upplevelsen av densamma.

## Horatius
Horatius sammanförde olika tidigare resonemang till en pragmatisk lära som kom att få stor betydelse för den efterkommande estetiska traditionen. I hans dialoger - som är fulla av ofta citerade aforismer och framför allt berör diktning - betonades sambandet mellan form och innehåll. Han gav rekommendationer till diktare som syftade till en balans mellan äkthet, uttrycksfullhet och skönhet och betonade att konsten framför allt vilade på vetandet som konsten förmedlade snarare än på snillet eller naturbegåvningen som producerade den. Hos honom var dock det viktiga konstens uttryck - konstnären ska lära sig genom att göra, konsten kunde, menade han, tala sanning genom att ljuga och reglerna som konsten bär på kunde lika gärna generera fel som styra den till stordåd. Hos Horatius skulle konstnären använda sin skicklighet till att förmedla en bild av enhetlighet - konstens delar skulle häng samman som delarna i människokroppen.

## Den höga stilen
Samtida med till exempel Jesus och Paulus fanns i Grekland en författare som senare givits namnet Longinus. Han skrev om den höga stilen eller det sublima och betonade konstnärens rätt att efter eget gottfinnande eftersträva det grandiosa och överträda alla givna regler. I det han kallade den höga stilen kunde (1) höga tanker, (2) passion och entusiasm, (3) mäktigt bildspråk, (4) ädelt uttryck och (5) värdighet och upphöjdhet göra att konstnären kunde tilltåta sig felaktigheter.

## Medeltiden
Thomas av Aquino, Theophilus

## Renässansen
Leonardo, Vasari, van Manders, Sandrart, Bellori, Palladio
Vida, Scaliger, Castelvetro, Carneille, Dacier, Sidney, Dryden